# Mendoncia brenesii
Mendoncia brenesii är en akantusväxtart som beskrevs av Standley och Leonard. Mendoncia brenesii ingår i släktet Mendoncia och familjen akantusväxter. Inga underarter finns listade i Catalogue of Life.